# Textil

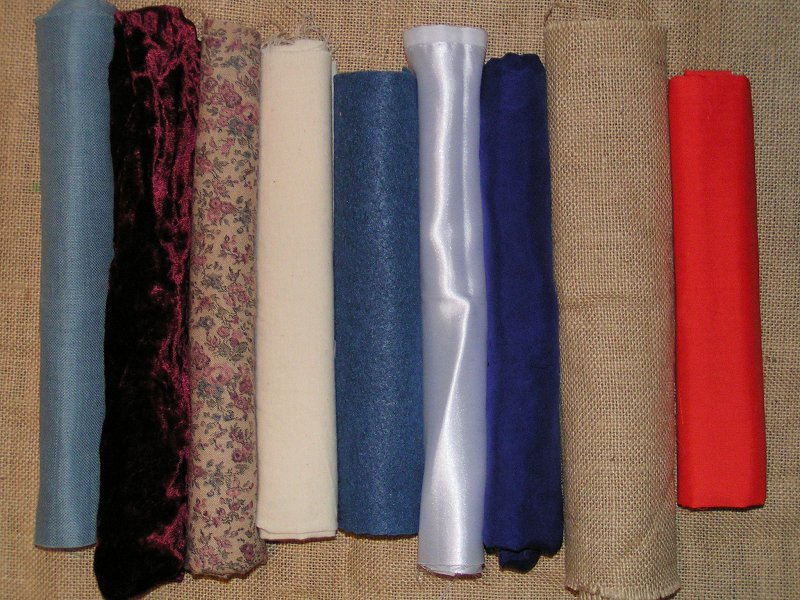
Vävda textilier.

Textil är ett samlingsnamn för material och produkter framställda av textilfibrer genom en textil teknik. Textila material är insatsvaror vid tillverkning. På så sätt kan en produkt förädlas i flera led, och fortfarande kallas för material. Exempelvis är garn ett material (gjort av textilfibrer), och garnet är i sin tur ett material som används för att framställa tyger. Tygerna fungerar som material inom exempelvis textilindustrin eller byggindustrin.
Textilier används inte bara till kläder och heminredning. Tekniska textilier använder textila fibrer och tekniker inom en rad olika områden, som exempelvis jordbruk eller operationer.

## Historik
Människan har tillverkat textilier i minst 27 000 år. Lerfragment med avtryck av väv har hittats i vad som nu är Tjeckien. De äldsta textilierna kommer från Sydamerika och Turkiet (dåvarande Persien).

## Textila fibrer
Textila fibrer kan användas till annat än textil produktion. Exempelvis används linters i viss papperstillverkning. Textila fibrer kan delas in i två huvudgrupper: naturfibrer (växtfibrer och djurfibrer) och konstfibrer (regenatfibrer och syntetfibrer). Ibland blandar man fibrer med olika egenskaper i ett material för att få fram önskvärda egenskaper i slutprodukten. Ett välkänt exempel på detta är garnet cottolin som består av såväl lin som bomullsfiber.
Vissa tyger (det vill säga textila material) benämns efter sin textila fiber. Detta gäller exempelvis:
- linne (tyg av naturfibern lin)
- ylle (tyg av naturfibern ull)
- konstsiden (tyg av konstfibern konstsilke, numer oftast benämnd viskos)
- kashmir (tyg gjort av underullsfiber från kashmirgetter)
- halvlinne (tyg gjort med varpen av bomullsgarn och inslaget av lingarn)

Det finns även fall där produkten har fått ett namn som påminner om det textila ursprunget, som exempelvis pahmina-sjal, kamelhårsulster eller lodenrock.
Det kan vara svårt att hålla isär vad som är en fiber och vad som är ett material. Exempelvis är fleece inte en fiber, utan ett material (tyg) som (oftast) är gjort av polyester. Goretex är inte heller en fiber, utan ett membran i ett funktionsmaterial som är tillverkat av PTFE-plast.

## Några textila material

### Garn
Garn är ett samlingsnamn för textila material som består av sammanhållna och längsgående fibrer (filament såväl som stapelfibrer) eller trådar. Garn och tråd tillverkas av textilfiber genom spinning. Tråd används ibland som synonym till garn. Garn indelas ofta efter användningsområde. För vävningsändamål finns då varpgarn och väftgarn, för broderi finns brodergarn, för knyppling finns knypplingsgarn (oftast av lin, men ibland även i bomull, metall eller silke), och för stickning och virkning finns stickgarn och virkgarn.

### Tyg
Tyg är en allmän benämning på dukvara av textil som är avsedd att användas till bland annat kläder, tält eller segel. Ett tyg kan vara en väv, den kan vara stickad (och kallas då trikå) eller tuftad. Den kan också bestå av fibrer som ligger oorganiserat och kallas då filt eller fiberduk (på engelska nonwoven).

## Textilproduktion
Textilier produceras dels hantverksmässigt och dels industriellt. 
Textilproduktionen var en av de första, för att inte säga den första, tillverkningen att industrialiseras i samband med den industriella revolutionen. Innovationer såsom spinning Jenny och vävmaskinen fick ett stort genomslag och förändrade samhällsstrukturen. Industrialiseringen inleddes i bomullsindustrin för att senare sprida sig till ylleindustrin och linneindustrin. Textilindustrin har varit föremål för en av de största svenska strukturomvandlingarna när Sverige inte längre kunde konkurrera med lågprisländer i produktionen av konfektion. Den inhemska textilproduktionen, däribland Svenska Rayon, ansåg ha ett strategiskt värde. Idag har produktionen av tekniska textilier blivit allt viktigare för svensk teko-industri. 
Vid sidan om den industriella produktionen av textilier finns även hobbybetonad produktion som kallas hantverk. Manuellt producerade textilier som är konstnärligt formgivna benämns ibland konsthantverk och tillverkas ibland av textilkonstnärer. Annan manuellt producerad textil kallas för hemslöjd, i synnerhet då den hämtat inspiration från den svenska allmogekulturen.

## Textila produktionsmetoder
Textilier tillverkas oftast genom vävning, men också med metoder som stickning, virkning och knyppling. Nedanstående är ingen fullständig lista på textila tekniker, men tar upp de viktigaste. Textila tekniker används som regel inte enbart hantverksmässigt, utan även industriellt. Textila tekniker används även inom andra områden (än textilindustrin) för att få önskvärda egenskaper såsom elasticitet till produkter inom andra områden, såsom medicinen.
- Vävning är en teknik där två vinkelräta trådsystem (varp och inslag) förs samman i en vävstol och åstadkommer tyg. Viss vävning sker hantverksmässigt (handvävning), men den mesta vävning sker maskinellt i vävmaskiner. Vävda tyger används exempelvis i krockkuddar.[6]
- stickning är en teknik där en lång tråd sammanfogas till maskor som tillsammans bildar trikå. Viss stickning sker hantverksmässigt (handstickning) men den mesta stickningen sker industriellt. Man kan även använda tekniken stickning för att ersätta trasiga senor.[7]
- virkning: en teknik där en lång tråd sammanfogas till en yta med hjälp av en virknål.
- flätning och makramé textila tekniker där man sammanfogar tre eller fler trådar.
- knyppling en teknik, liknande avancerad flätning, där par av knyppelpinnar förflyttas enligt speciella mönster för att skapa spets. Handgjorda spetsar kallas också äkta spets. De flesta spetsar idag tillverkas maskinellt.|
- valkning eller tovning, ibland kallad stampning eller filtning, innebär att man pressar samman våta och varma ullfibrer så att de hakar i varandra.
- tuftning är en teknik för att skapa lugg på mattor, så kallad tuftvara.
- Nålning, spunlace, spunbond och meltblown är exempel på mekaniska, termiska och kemiska metoder som används för att sammanfoga korta eller långa fibrer till fiberduk, med ett samlingsnamn kallad nonwoven.